# Silver St. Cloud
Silver St. Cloud è un personaggio che appare nei fumetti statunitensi pubblicato da DC Comics. Nella storia editoriale, è uno degli interessi amorosi frequenti di Batman/Bruce Wayne.
È stata inserita alla 64ª posizione della classifica "100 Sexiest Women in Comics" stilata da Comics Buyer's Guide.

## Storia editoriale
Venne creata da Steve Englehart e Walter Simonson e apparve per la prima volta sulle pagine di Detective Comics n. 470.

## Biografia
St. Cloud è socialite di Gotham City, che spesso organizza feste a cui partecipano le persone più ricche e influenti della città; in seguito, è diventata una delle maggiori organizzatrici di eventi fuori da Gotham.

### Batman: Strange Apparitions
Silver è l'interesse amoroso principale di Bruce sulle pagine Batman: Strange Apparitions, in cui sono raccolte le storie contenute in Detective Comics n. 469-476, 478, 479. Il primo incontro con Bruce Wayne dopo la sconfitta di Batman contro il Dottor Phosphorus. Presto, i due cominciano ad uscire assieme. Fin dal principio, Silver sospetta che Bruce nasconda qualcosa, a causa dell'interesse dell'uomo nei casi criminosi di Gotham e i suoi incontri segreti con Batman. Quando Bruce viene catturato e rimpiazzato da Hugo Strange sotto mentite spoglie, Silver intuisce velocemente che Wayne non si comporta come al solito e contatta Dick Grayson (Robin) per parlargli dello strano comportamento di Bruce. Grazie alle sue intuizioni e all'intervento di Robin, Dick riesce a salvare Buce.
Silver è uno dei pochi personaggi a conoscere l'identità segreta di Batman. La loro relazione era inizialmente difficoltosa a causa delle frequenti sparizioni di Bruce; tuttavia, col tempo Silver riuscì a collegare gli indizi e riconobbe il proprio amante sotto il costume di Batman. Silver ha una conferma dei propri sospetti quando, durante un confronto con Deadshot, chiama il Cavaliere oscuro per nome e questi si volta. Le prime apparizioni di Silver segnano anche la prima volta in cui vengono esplicitamente dichiarate le relazioni sessuali di Bruce Wayne.
Una notte, dopo aver sconfitto Joker, Batman incontra Silver. Lei gli rivela di conoscere il suo segreto e che non può continuare la loro relazione, nonostante lei lo ami ancora, perché non vuole doversi preoccupare per lui tutte le notti. Quindi, interrompe la loro relazione chiedendogli di non cercarla.
La fine della relazione con Silver, ha delle ripercussioni su Batman e nei seguenti numeri del fumetto: durante uno scontro con una coppia di criminali, la sua rabbia si concentra su uno di loro e Batman finisce per colpirlo ripetutamente. Bruce confida ad Alfred che Silver è fuggita a causa della sua controparte che deve combattere il crimine e valuta se smettere di essere Batman per sempre.

### Siege
Nell'arco narrativo Siege sulle pagine di Legends of the Dark Knight (ideato da Archie Goodwin), St. Cloud torna brevemente nella vita di Bruce quando organizza una convention di mercenari a Gotham, ma viene gravemente ferita dal capo della convention quando scopre un piano per conquistare la città.

### Batman: Dark Detective
Silver torna nuovamente durante l'arco narrativo Batman: Dark Detective, sequel di Batman: Strange Apparitions. In questa serie, la relazione tra Silver e Bruce Wayne si evolve, fino al punto che Silver si prepara a lasciare il proprio fidanzato, un aspirante senatore, per tornare con Bruce. Tuttavia, una trappola di Joker taglia gli arti al suo fidanzato, mentre lui sta cercando Silver nella casa di Joker. Batman le suggerisce di continuare la sua relazione con il senatore fino alla fine della campagna elettorale; Silver, infuriata dal comportamento di Bruce, esce dalla sua vita nuovamente.
Steve Englehart aveva scritto un ulteriore capitolo per terminare la storia, ma la DC ha deciso di non pubblicarlo.

### The Widening Gyre
Silver torna sulle pagine di Batman: The Widening Gyre, scritto da Kevin Smith, in cui lei e Bruce riallacciano la loro relazione su un'isola di proprietà della famiglia St. Cloud. Alla fine della storia, Onomatopoeia taglia la gola a Silver.

### Taddeo e Batman
Nella serie crossover tra i supereroi DC e i Looney Tunes, Silver si mette con il cacciatore di taglie Taddeo, ma non volendo soffrire come ha fatto con Bruce, gli chiede di smetterla con gli omicidi. Taddeo accetta, ma col tempo infrange la promessa. Silver, quindi, si mette in combutta con Bugs "il Coniglio" per fingere la sua morte e, seguendo le sue istruzioni, Bugs dice a Taddeo che il mandante è Bruce Wayne, l'ex della sua donna. Taddeo così, si attira le ire di Batman quando tenta di far fuori il playboy e quando il vigilante scopre del coinvolgimento di Silver, si allea con il cacciatore per interrogare Bugs. A quel punto, la donna si fa avanti e confessa: non volendo più avere a che fare con uomini pericolosi come il suo precedente ex, decise di lasciare Taddeo, ma di consolarlo facendogli conoscere una persona con cui troverà interessi comuni e magari una solida amicizia, per poi andarsene.

## In altri media

### Televisione
Silver St. Cloud appare nella seconda stagione della serie TV Gotham, interpretata da Natalie Alyn Lind. Nella serie, Silver è la nipote acquisita del miliardario Theo e Tabitha Galavan. Diventa amica di Bruce Wayne, che lega immediatamente con lei. All'insaputa di Bruce, Silver sta aiutando Galavan a compiere il piano ordito dal Sacro Ordine di Saint Dumas, che consiste nell'uccidere Bruce e prendere il controllo della Wayne Enterprises. A questo scopo, Silver inizia ad incontrarsi con Bruce, allontanandolo gradualmente da Selina Kyle, che ha capito le intenzioni della ragazza. Bruce e Silver vengono rapiti fuori da scuola da Tom "The Knife". Quando Tom minaccia Silver con la tortura, la ragazza dichiara che "M. Malone" è connesso all'omicidio di Thomas e Martha Wayne. Ottenuto il nome di Malone, Selina e Bruce rivelano di aver ingaggiato "The Knife" per avere le informazioni che volevano. Galavan le ordina di attirare Bruce in una trappola, ma la ragazza rivela di aver sviluppato dei sentimenti sinceri per Bruce e lo aiuta a scappare poco prima che il Sacro Ordine di Saint Dumas lo sacrifichi. Dopo che Tabitha tradisce Theo durante la battaglia tra l'Ordine di St. Dumas e il gruppo di Oswald Cobblepot, Silver riesce a fuggire aiutata da Tabitha.

### Cinema
Nella sceneggiatura originale per il film Batman del 1989, scritta da Tom Mankiewicz, Silver St. Cloud era l'interesse amoroso di Bruce Wayne, ma lavorava per il boss del crimine Rupert Thorne.